# Franz Ziegler (Fortschrittspartei)

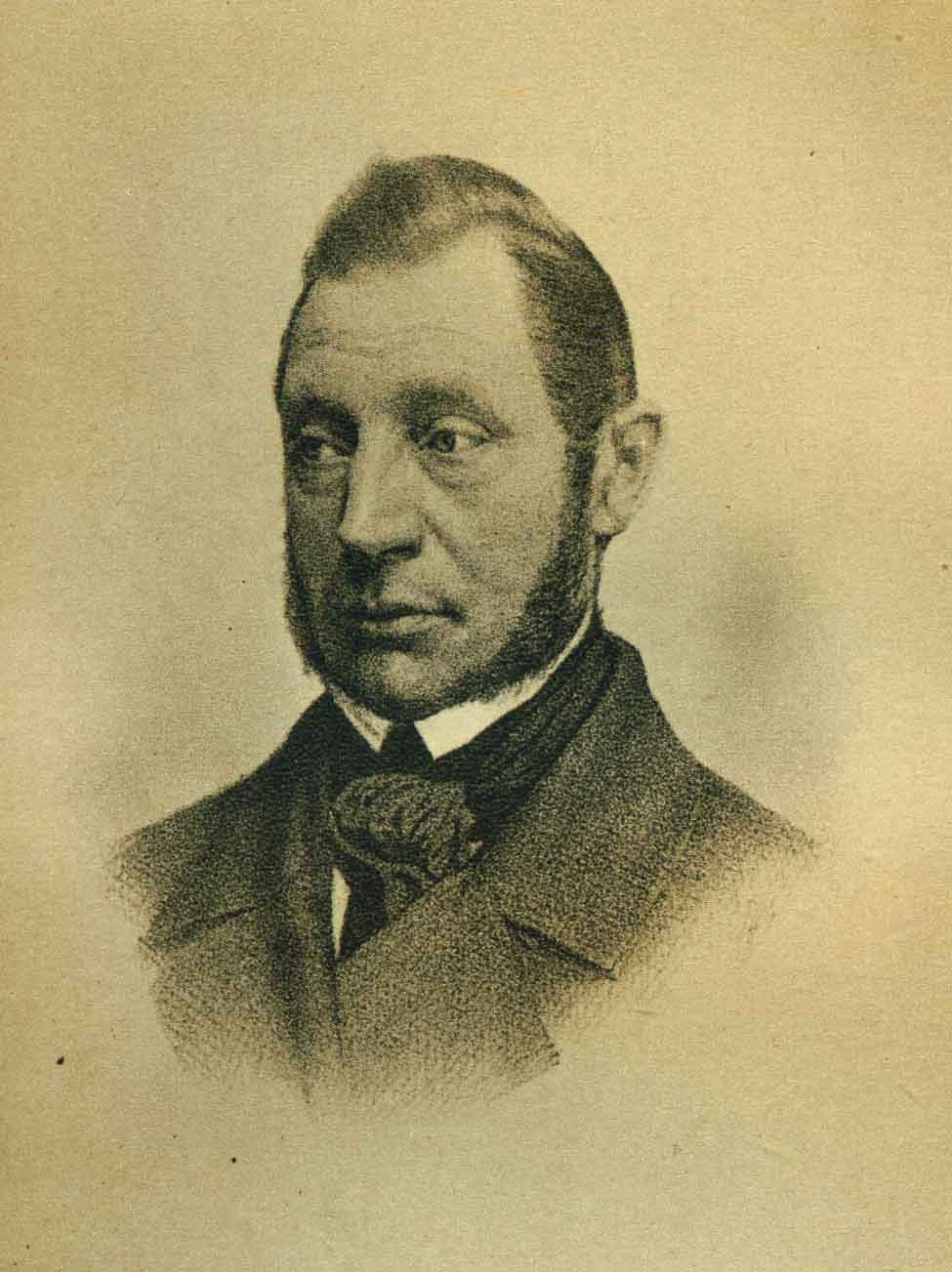
Franz Ziegler.

Franz Wilhelm Ziegler, född den 3 februari 1803 i Warchau nära Brandenburg an der Havel, död den 1 oktober 1876 i Berlin, var en tysk politiker och skriftställare. 
Ziegler blev advokat och 1840 överborgmästare i Brandenburg an der Havel. Invald i nationalförsamlingen 1848, hörde han där till den fraktion, som dekreterade skattevägran, varför han avsattes från sitt uppdrag och måste undergå ett års fästningsstraff. Han bosatte sig därefter i Berlin och blev medlem av preussiska lantdagens deputeradekammare 1865, av nordtyska riksdagen 1867 och av tyska riksdagen 1871 samt slöt sig till framstegspartiet. 
Ziegler var lika varm patriot som övertygad demokrat, idkade grundliga nationalekonomiska studier och utgav flera broschyrer i sociala frågor. Hans Gesammelte Reden utgavs i 2 band 1882. Bland Zieglers belletristiska skrifter kan nämnas Gesammelte Novellen und Briefe aus Italien (3 band, 1872).